# Aquilegia rockii
Aquilegia rockii és una espècie de planta fanerògama que pertany a la família de les ranunculàcies.

## Morfologia
A. rockii té les seves tiges de 40 a 80 cm d'alçada, basalment escasses pubescents, apicalment densament glandulars, i sovint ramificades. Té poques fulles basals, biternades; el seu pecíol fa entre 8 a 22 cm; el limbe foliar és per sota basalment pubescent, per sobre subglabre; els folíols laterals obliquament ovats, desigualment bilobulats fins al centre; el folíol central cuneiforme i obovat, entre 1,5 a 4,5 x 1,2 a 4,5 cm, tribulats. A la tija en surten entre 2 a 3 fulles o més. Fan inflorescències cimoses d'1 a 3 flors, les bràctees són de tres seccions. Les flors són pendulars o en un angle de més o menys de 90°, de 3,5 a 4 cm de diàmetre. El seu pedicel és de 12 cm, densament glandular pubescent. Els sèpals són de color porpra o blau, estretament ovats, entre 2 a 3 × 0,7 a 0,9 cm. Els pètals són de color porpra o blau, suberectes, oblongs, de 1 a 1,5 cm, l'àpex és arrodonit i truncat; l'esperó de la flor fa entre 1,6 a 2 cm, pubescent, recte o lleugerament encorbat apicalment. Els estams són més curts que els pètals; tenen unes anteres negres, oblongues, d'1 mm aproximadament. Les estaminodis són lanceolades de 6 a 7 mm. Té 5 pistils erectes densament peluts glandulars. Els fol·licles fan entre 1,5 a 2,1 cm i els estils són persistents. Les llavors fan uns 2 mm. Floreixen entre juny i agost i fructifiquen entre juliol i setembre.

## Distribució i hàbitat
La distribució natural d'Aquilegia rockii es troba al sud-oest de província xinesa de Sichuan, al sud-est de Xizang, al nord-est de Yunnan, i creix en els boscos mixtos, al costat de carreteres, entre els 2500 fins als 3500 m.

## Taxonomia
Aquilegia rockii va ser descrita per Philip Alexander Munz i publicat a Gentes Herbarum; Occasional Papers on the Kinds of Plants 7(1): 95–97, f. 24, a l'any 1946.
https://www.ipni.org/n/709004-1
Etimologia
Aquilegia: nom genèric que deriva del llatí aquila = "àguila", en referència a la forma dels pètals de la qual se'n diu que és com l'urpa d'una àguila.
rockii: epítet